# Geraldine Rojas

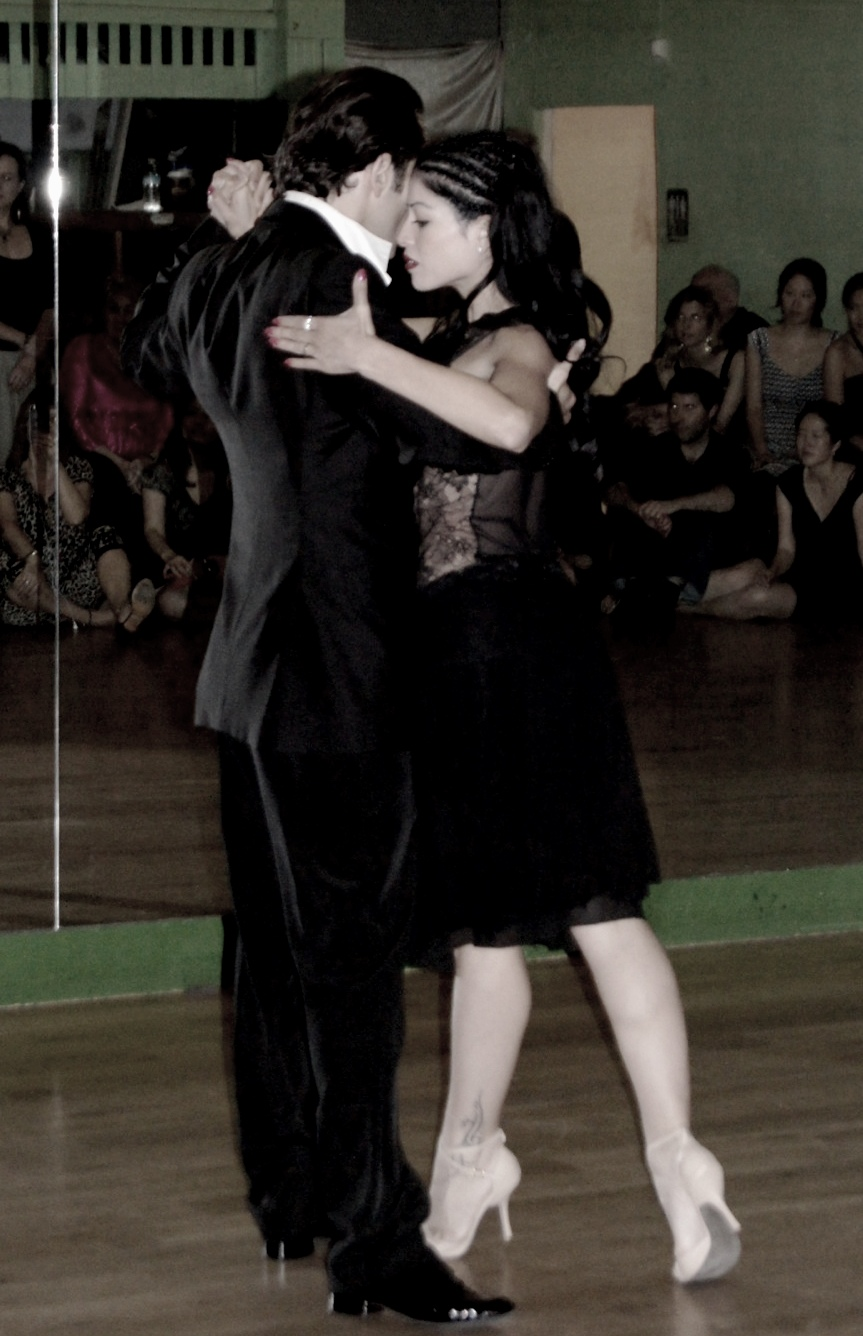
Geraldine Rojas tańcząca tango w San Francisco w lutym 2012

Geraldine Rojas (ur. 6 lipca 1981) – współczesna argentyńska tancerka i instruktorka tanga argentyńskiego.
Występowała m.in. w filmie Assassination Tango w 2002 w reżyserii Roberta Duvalla, w filmie
Je ne suis pas là pour être aimé 2005, oraz w The man who captured Eichmann w 1996.
Uczyła się podstawowych kroków w wieku 8 lat, m.in. pod wpływem matki. Zaczęła intensywnie tańczyć w wieku 15 lat. Jej pierwszymi nauczycielami byli Vanina Bilous i Roberto Herrera. Mając 16 lat uciekła z domu. W 2002 występowała w spektaklu Turbulencia na festiwalu tanga Amsterdam Tango Festival, Meervaart Theater. Występowała w przedstawieniach Michelangelo, Casa Blanca, La Cumparsita, Esquina Carlos Gardel i Caballito Blanco.
Tańczyła przez wiele lat z Javierem Rodriguezem. Obecnie (2007) jest żoną i partnerką Ezequiela Paludi. Występowała w spektaklu Forever Tango.